# Universal equine life number

L′Universal equine life number (UELN, en français numéro universel d'identification des équidés) est un numéro d'identification unique pour équidé domestique, créé conformément à la réglementation européenne 504/2008 du 6 juin 2008 portant l'application des directives 90/426/CEE et 90/427/CEE du Conseil, afin de permettre d'identifier les équidés lors de leurs déplacements.

## Histoire
Le système UELN a été défini à l’échelle mondiale entre les grandes organisations d’élevage de chevaux et principaux organismes de concours. Il a été créé à l’initiative des haras nationaux français en 1999, de la World breeding federation for sport horses (WBFSH ou Fédération internationale d’élevage des chevaux de sport), de l’International Stud-Book Committee (ISBC ou Comité international des stud-books), de la World Arabian Horse Organization (WAHO ou Organisation mondiale des chevaux arabes), de la European Conference of Arabian Horse Organisations (ECAHO ou Conférence européenne des organisations de chevaux arabes), de la Conférence Internationale de l’Anglo-arabe (CIAA), de la Fédération équestre internationale (FEI) et de l’Union Européenne du Trot (UET). 

## Description
Ce système, conçu pour être la principale pièce d'identité des équidés, est décrit sur le site internet de l’UELN. Il convient à l’identification tant des équidés enregistrés que des équidés d’élevage et de rente. Il permet l’introduction progressive de réseaux informatisés garantissant que l’identité de l’animal puisse continuer à être vérifiée, conformément à l'article 6 de la directive 90/427/CEE concernant les équidés enregistrés.
Lorsque des codes sont attribués aux bases de données, ces codes ainsi que le format des numéros d’identification enregistrés pour les différents animaux ne doivent en aucun cas entrer en conflit avec le système UELN existant. Par conséquent, il y a lieu de consulter la liste des codes UELN assignés avant d’attribuer un nouveau code à une base de données.
Ce numéro à 15 caractères est spécifique à chaque équidé. Il permet de retrouver rapidement et de façon fiable, toute l’information relative au cheval (pedigree, race, propriétaire…). En effet, les 6 premiers chiffres de l'UELN correspondent à l'adresse de la base de données qui a enregistré le cheval à la naissance. Ce numéro permet ainsi de faciliter la communication entre les différents organismes répertoriant des équidés, notamment en ce qui concerne l’enregistrement des chevaux ou les semences importés, dans le cadre de la mondialisation du commerce équin.
Composition de l'UELN :
- 3 premiers chiffres : code ISO du pays de la base de données
- 3 caractères suivants : code ISO spécifique à la base de données a enregistré le cheval à la naissance
- 9 caractères suivants : N° de travail du cheval